# 关芯
關芯（1994年11月7日—），本名劉穎倫，湖北黃石人，中國女演員，畢業於中央戲劇學院，曾參演《終極教師2》和《会痛的17岁》兩部網絡劇。2020年起，改為新藝名「關芯」。

## 演藝歷程
2013年，因參與《天天向上》被業界關注從而進入娛樂圈。 
2014年，主演首部電影《白石山下一家人》，飾演張勝利的女兒張小美。 
2015年，先參演抗戰年代劇《豆娘》，飾演和媽媽一起賣醋的小村姑春秀。再相繼參演兩部網絡劇《終極教師2》和《會痛的17歲》，分別在前者中飾演朱雀學院的第一校花女神秦倚天，以及在後者中飾演楊天真 。同年，也參演根據顧漫同名小說改編的偶像劇《微微一笑很傾城》，飾演小雨妖妖。12月，與王子睿合作主演電影《黎明契約》，飾演女主角靜凡。
2016年，參演網絡劇《28歲未成年》，飾演校園女神白曉檸 。

## 影視作品

### 電影
| 年份 | 劇名           | 角色   | 備註 |
| ---- | -------------- | ------ | ---- |
| 2014 | 白石山下一家人 | 張小美 |      |
| 2016 | 黎明契約       | 靜凡   |      |

### 電視劇
| 年份   | 劇名                       | 角色           | 備註     |
| ------ | -------------------------- | -------------- | -------- |
| 2015年 | 終極教師2                  | 秦倚天         | 網絡劇   |
| 2015年 | 會痛的17歲                 | 楊天真         | 網絡劇   |
| 2016年 | 豆娘                       | 春秀           |          |
| 2016年 | 微微一笑很傾城             | 小雨妖妖       |          |
| 2016年 | 28岁未成年                 | 白晓柠         | 網絡劇   |
| 2017年 | 醉玲瓏                     | 凤鸞飛         |          |
| 2018年 | 扶搖                       | 太妍           |          |
| 2019年 | 逆流而上的你               | 齊楠           |          |
| 2019年 | 宸汐緣                     | 寶青           |          |
| 2020年 | 暴走武林學園               | 葉子飄         | 網絡劇   |
| 2020年 | 鹿鼎記                     | 沐劍屏         |          |
| 2021年 | 最酷的世界                 | 沈櫻           | 網絡劇   |
| 2021年 | 程序員那麼可愛             | 顧筱柒         | 網絡劇   |
| 2022年 | 良辰好景知幾何             | 蕭書儀         |          |
| 2022年 | 一夜新娘第二季             | 赤红           | 網絡劇   |
| 2022年 | 沧月绘                     | 洛云溪（云溪） | 網絡劇   |
| 2023年 | 良辰美景又逢君             | 阿沐/沈羽西    | 網絡短劇 |
| 2023年 | 跨越世界来见你             | 安美           | 網絡短劇 |
| 2023年 | 我去过你的未来             | 陶萄           | 網絡短劇 |
| 2023年 | 你是我的光芒               | 陈司南         | 網絡短劇 |
| 2024年 | 我叫白小飞                 | 杨洁           | 網絡短劇 |
| 2024年 | 流水迢迢                   | 蕭玉珈         | 網絡劇   |
| 2024年 | 别动！自己人               | 靡有初         | 網絡短劇 |
| 2024年 | 与君无别离                 | 姜若离/周梨    | 網絡短劇 |
| 2025年 | 良辰美景好时宜             | 温时宜         | 網絡短劇 |
| 2025年 | 花轿临门她拒嫁，只盼故人归 | 沈棠           | 網絡短劇 |
| 2025年 | 京城之等待一场离别雪       | 关露薇         | 網絡短劇 |
| 2025年 | 我本是高峰                 | 苏清颜         | 網絡短劇 |
| 待播   | 锦衣十日令                 | 徐灵儿         | 網絡劇   |
| 待播   | 偷走他的心                 |                |          |
| 待播   | 机智的探案指南             | 夏薇           | 網絡短劇 |
| 待播   | 月如钩                     |                | 網絡短劇 |
| 待播   | 凤皇传                     | 苏凤儿         | 網絡短劇 |

## 外部連結
- 关芯的新浪微博